# 陈林堂
陈林堂（1908年—1992年），男，直隶（今河北）深泽人，中华人民共和国医学家、政治人物，河北医学院教授，曾任河北省政协副主席。